# Coleophora anguliferella
Coleophora anguliferella é uma espécie de mariposa do gênero Coleophora pertencente à família Coleophoridae.